# Das Floß der Medusa (Oratorium)
Das Floß der Medusa ist ein Oratorium (Originalbezeichnung: „Oratorio vulgare e militare“) in zwei Teilen für Sopran, Bariton, Sprechstimme, gemischten Chor, neun Knaben und Orchester von Hans Werner Henze (Musik) mit einem Libretto von Ernst Schnabel. Es entstand 1967/1968 und sollte am 9. Dezember 1968 auf der Bühne der Ernst-Merck-Halle im Hamburger Park Planten un Blomen uraufgeführt und live im NDR-Radio übertragen werden. Politische Proteste der 68er-Studentenbewegung führten jedoch zu Tumulten und einem Polizeieinsatz, so dass die Aufführung abgesetzt werden musste. Im Radio wurde stattdessen ein Mitschnitt der Generalprobe gesendet. Die gescheiterte Uraufführung gilt als einer der spektakulärsten Skandale der Musikgeschichte.

## Handlung
Der Inhalt des Oratoriums basiert auf einer historischen Tragödie aus dem Jahr 1816: Der französische König Ludwig XVIII. hatte eine Expedition aus vier Schiffen unter dem Kommando von Hugues Duroy de Chaumareys entsandt, um wieder die Herrschaft über die ehemalige Kolonie Senegal anzutreten, die gemäß dem Ersten Pariser Frieden von den Briten zurückgegeben werden sollte.:1f An Bord des Flaggschiffs Medusa befanden sich außer den Soldaten auch geladene Gäste und der Tross mit Frauen und Kindern. Die Schiffe stachen am 17. Juni 1816 in See. Am 2. Juli, kurz vor dem Ziel, lief die Medusa in den Sandbänken von Arguin auf ein Riff. Zu diesem Zeitpunkt hatte sie sich weit von den anderen Schiffen entfernt. Da alle Versuche, die Medusa freizubekommen, scheiterten, gab man sie nach drei Tagen auf. Die Offiziere und Gäste brachten sich in den Rettungsbooten in Sicherheit. Die übrigen 149 Personen der Mannschaft mit Frauen und Kindern wurden auf einem Floß untergebracht, das zunächst von den Booten geschleppt wurde. Um die Rettung zu beschleunigen, ließ der Kommandant jedoch bald die Taue kappen und überließ die Menschen auf dem Floß ihrem Schicksal. Während der vielen Tage ohne Hilfe kamen die meisten von ihnen durch Hitze, Hunger, Durst, Wahnsinn oder in Kämpfen ums Leben. Auch über Fälle von Kannibalismus wurde berichtet. Am 17. Juli entdeckte die Brigg Argus das Floß und nahm die letzten fünfzehn Überlebenden auf, von denen anschließend noch fünf Personen starben.
Das Oratorium folgt den Berichten zweier Überlebender, des Landvermessers Alexandre Corréard und des Wundarztes Henri Savigny, sowie dem Gemälde Le radeau de la Meduse von Théodore Géricault. Als Erzähler fungieren Charon, der mythologische Fährmann, der die Toten über den Fluss Styx in die Unterwelt bringt, und das Besatzungsmitglied Jean-Charles, ein in französischen Diensten stehender Mulatte. Dieser schwenkt am Ende der Odyssee noch einen roten Stofffetzen, um das rettende Schiff auf das Floß aufmerksam zu machen, fällt dann aber in Agonie, aus der er nicht mehr erwacht. Die Sopranistin repräsentiert den allgegenwärtigen Tod, der die Menschen auf dem Floß mit sirenenhaft lockenden Gesängen zu sich ruft. Dieses Sterben wird durch die räumliche Anordnung des Chores und des Orchesters sichtbar gemacht: „Links auf der Bühne die Lebenden und die Bläser, rechts die Toten und die Streicher, in der Mitte das Schlagzeug.“ Ab dem neunten Abschnitt wandern die meisten Chorsänger nach und nach von der Seite der Lebenden auf die der Toten hinüber.:14
Die insgesamt siebzehn Sätze des Oratoriums tragen die folgenden Bezeichnungen:
Erster Teil: Die Einschiffung zum Untergang
- I. Prolog des Charon
- II. Motto – „Vom Hafen aus…“
- III. Ordre und Musterrolle – „Vive le roi!“
- IV. Journal der Überfahrt – „Die See war still…“
- V. Eine Antwort – „Den Bänken von Arguin…“
- VI. Versuch zur Rettung – „Drei Tage Kampf um das Schiff…“
- VII. Die Ausschiffung – „Wir standen an der Reling…“
- VIII. Ballade vom Verrat – „Wir schauten auf…“
- IX. Gesang mit neuen Stimmen – „Per correr migliori acque…“
- X. Anweisungen für den zweiten Tag – „Es kam der zweite Tag…“

Zweiter Teil: Die neunte Nacht und der Morgen
- XI. Feststellung der Lage – „Ein Ende vor Augen…“
- XII. Motto – „Wieviele Königreiche…“
- XIII. Appell unter dem Monde – „La luna, quasi a mezza notte tarda…“
- XIV. Die Rechnung zum Tode – „Mitternacht“
- XV. Die Ballade vom Mann auf dem Floß – „Da ging ein Mann über das Floß…“
- XVI. Fuge der Überlebenden und Ankündigung der Rettung – „Wir haben kein Gesetz…“
- XVII. Finale – „Schau auf!“

## Gestaltung
Der Musikwissenschaftler Kurt Pahlen hielt es noch 1985 für „völlig undenkbar, Einzelheiten des Werks zu besprechen“. Henze setze „sämtliche klanglichen Mittel des 20. Jahrhunderts in geballter und raffinierter Weise“ ein. Durch die Aufspaltung des Chores in zahllose polyphone Einzelstimmen sei ein „Hören“ von Intervallen „ganz unmöglich“. Das Ergebnis sei aber ein „Klanggemälde von erschreckendem Realismus“. Pahlen erkannte außerdem „bemerkenswerte dichterische Kräfte“ im Text und Szenen „von außerordentlich visionärer Kraft“.
Der Untertitel „Oratorie volgare e militare“ weist auf die Motivation Henzes hin, für das einfache Volk zu komponieren, das seiner Meinung nach 1968 unter Repressalien litt. Die zweite Bedeutung des Begriffs „militare“ als „wehrhaft“ ist als unterschwelliger Aufruf zum Widerstand zu deuten.:16f
Die auftretenden Gestalten des Todes (La Mort) und des Sprechers beziehen sich auf Ideen Jean Cocteaus, die er für Strawinskys Oratorium Oedipus Rex (1927) und den Film Orphée (1950) entwickelte. Für die Worte La Morts nutzte Schnabel Zitate aus Dantes Göttlicher Komödie. Der Mulatte Jean-Charles tritt in den historischen Quellen nur am Rande auf. Er ist jedoch eine zentrale Figur im Gemälde Géricaults.:9f Die Unterteilung des Chores in Lebende und Tote ist auch sprachlich erkennbar. Die Lebenden singen in deutscher oder alternativ in englischer, die Toten in italienischer Sprache.:62 Die „Motto“ genannten Sätze beider Teile des Oratoriums (die Sätze II und XII) gehen auf Blaise Pascals Pensées zurück.:57 Somit besitzt das Libretto mehrere Schichten, die durch den historischen Bericht, die Verse Dantes, die Gedankenwelt Pascals und Motive des Gemäldes gebildet werden.:9f
Aus der Göttlichen Komödie übernahm Schnabel „einige dreißig“ Zeilen, die er inhaltlich zuordnete und gelegentlich auch mehrfach verwendete. Dies sind::56f
- IX. Gesang mit neuen Stimmen
  - Purgatorio I: 1, 2, 3
  - Inferno IV: 13, 15
  - Purgatorio I: 4
  - Inferno IV: 16, 17, 15
  - Inferno IV: 64, 65, 66
  - Purgatorio I: 13, 14, 15, 16, 17, 18, 22, 23, 24
- X. Anweisungen für den zweiten Tag
  - Purgatorio I: 19, 20, 21
- XIII. Appell unter dem Monde
  - Purgatorio XVIII: 76, 77, 79
  - Paradiso II: 34, 35, 36
  - Paradiso II: 1, 2, 3, 4, 6
- XV. Die Ballade vom Mann auf dem Floß
  - Purgatorio XXX: 75
  - Paradiso XXV: 34
  - Paradiso XXVIII: 61, 62
  - Purgatorio XXXI: 93
- XVII. Finale
  - Paradiso XXXIII: 100, 101, 102

Henze orientiert sich in der Instrumentierung an „Stil und Farbe“ von Géricaults Gemälde. Analog zur „dunklen Farbgebung des Bildes“ differenziert er besonders in den tieferen Registern, in denen er jeweils Alt-, Tenor- und Bassformen der verschiedenen Instrumentfamilien verlangt. Die Bläser- und Schlagzeugbesetzung ist ungewöhnlich groß. Demgegenüber wird nicht mehr als die übliche Anzahl von Streichern benötigt. Auf eine allgemeine Trennung der ersten und zweiten Geigen wird verzichtet, aber alle Streicherstimmen sind bis hin zu Einzelstimmen unterteilt.:11f
Das Schlagzeug hat in den letzten 36 Takten eine besondere Bedeutung. Hier stimmt die Pauke den ostinaten Rhythmus des Schlachtrufs „Ho – Ho – Ho Chi-minh“ an::103
Weitere Schlaginstrumente fallen ein, und das Tempo beschleunigt sich. Parallel dazu berichtet Charon über die Rettung durch die Brigg Argus und endet mit den Worten: „Die Überlebenden aber kehrten in die Welt zurück: belehrt von Wirklichkeit, fiebernd, sie umzustürzen.“ In Henzes überarbeiteter Fassung von 1990 schließt sich den Worten Charons ein instrumentaler Hymnus der Bläser und Streicher an, der den Schlagzeug-Rhythmus überlagert und die „Agitation“ durch einen „Hoffnungsschimmer“ ersetzt.:12f
Wie die Streicher sind auch die Chorstimmen häufig unterteilt. Die Gesangspartie von La Mort entspricht stilistisch den Partien anderer Werke Henzes. Die Sprechrolle des Charon alterniert zwischen freiem Bericht, rhythmisierter Sprache und exakt notierter Sprache in bis zu sieben Registerlagen. Die für Dietrich Fischer-Dieskau konzipierte Partie des Jean-Charles macht ebenfalls Gebrauch vom Sprechgesang mit „instabiler“ Tonhöhe, ähnlich wie Arnold Schönberg dies im Pierrot Lunaire forderte, und verschiedener ungewöhnlicher Gesangstechniken.:14
Der Kinderchor des Oratoriums ist eine Ergänzung Henzes. In den historischen Berichten findet sich kein Hinweis darauf, dass die in der Einschiffungsliste erwähnten Kinder auf dem Floß untergebracht wurden. Im Oratorium gehören sie dagegen zu den ersten Opfern. Musikalisch wird dies durch einen mehrfach wiederholten schlichten Abzählvers dargestellt.:14f
Häufig wendet Henze ein Verfahren an, das der Musikwissenschaftler Peter Petersen mit dem Begriff „falsche Echos“ bezeichnete. Es tritt bereits bei den Abzählversen auf, wenn einige der Kinder das Motiv in verzerrter Form vortragen, weil sie bereits auf der Seite der Toten stehen.:9f Auch in den Duetten der beiden Sänger gibt es mehrfach solche „Kampfdialoge bei ungleicher Verteilung der Waffen“ – ungleich deshalb, weil La Mort bei ihren Antworten bereits vom bevorstehenden Tod Jean-Charles’ weiß. „Ihr Ziel ist es, ihn für den Tod bereit zu machen und von den Illusionen abzubringen. Deshalb sind ihre Antworten wie falsche Echos, die der Empfänger allenfalls subkutan wahrnimmt.“:64
Das gesamte Werk basiert auf einer einzigen Zwölftonreihe, deren elf Transpositionen Henze in seiner Reihentafel in aufsteigenden Quinten anordnete::64ff
Parallel dazu konzipierte Henze eine Rhythmusreihe mit einer Gesamtdauer von 46 Achtelnoten, die auch Viertel- und Achtelpausen einbezieht. Den jeweiligen Achtelnoten entsprechen in der Partitur der Abstände von aufeinanderfolgenden Toneinsätzen. Die Pausen kennzeichnen also lediglich die Dauer zwischen den Einsätzen und nicht auskomponierte Stille. Henze setzt diese Reihe in unterschiedlichen Varianten sowohl in der Grundform als auch in Krebsform ein. In Zahlen entspricht die Reihe demnach den folgenden Tondauern, wobei eine Dauer von 1 dem jeweils kleinsten Wert entspricht::71
1–4–4–1–1–4–2–2–1–2–1–1–5–2–1–3–4–5–1–1
Außerdem nutzte Henze hier seine für ihn typische „Tune-Technik“ – längere vorab konzipierte und in Tafeln skizzierte Tonfolgen, die er ähnlich wie die Zwölftonreihe in unterschiedlichen Formen verarbeitete. Das Finale enthält einen solchen „Tune“ aus 60 Tönen, bei dessen Hauptstimme sich verschiedene Instrumente ablösen. Der Tune bricht hier beim dritten Durchlauf mit dem 17. Ton ab. Insgesamt dauert der Prozess 69 Takte in langsamem Tempo.:72ff
Henze schrieb in seiner Autobiografie, dass er sich beim Chorsatz an den Passionen Johann Sebastian Bachs orientiert habe. Ein offensichtliches Zitat Bachs findet sich im Abschnitt XVI, der Fuge der Überlebenden und Ankündigung der Rettung mit dem Text „Wir haben kein Gesetz, und wir sterben, weil Königreiche kein Gewissen haben“. Diese Stelle entspricht in Textverteilung, Melodik und Satzart dem Turba-Chor „Wir haben ein Gesetz, und nach dem Gesetz soll er sterben“ aus der Johannespassion. Um den Ausdruck der Klage zu unterstreichen, greift Henze neben der Chromatik auch auf eine insgesamt vierzehnfache Unterteilung des Chores zurück. Jeder Chorsolist entspricht dadurch einem der vierzehn Lebenden an dieser Stelle der Handlung. Der Tonsatz verdichtet sich durch zusätzliche Einsätze innerhalb der Stimmen. Hinzu kommen Klagerufe auf der italienischen Silbe „ahi“ und Glissandoeffekte.:17f

### Orchester
Das gewaltige Orchester der Oper benötigt die folgenden Instrumente::12
- Holzbläser: vier Flöten (1. und 2. auch Piccolo, 3. und 4. auch Altflöte), Oboe, Oboe d’amore, Englischhorn, Heckelphon, Es-Klarinette, Klarinette, Altklarinette (oder Bassetthorn), Bassklarinette, Sopransaxophon, Tenorsaxophon, zwei Fagotte, Kontrafagott
- Blechbläser: vier Hörner, Piccolotrompete, zwei Trompeten, Basstrompete, Altposaune (Tenorposaune), Bassposaune, Alt-Ophikleide (oder Bombardino), Bass-Ophikleide (oder Posaune mit Quartventil), Bombardon (oder Tuba in F), Wagnertuba, Basstuba, Kontrabasstuba
- Pauken, Schlagzeug (zwölf Spieler):
  - drei Triangeln
  - drei hängende Becken
  - Paarbecken
  - drei Gongs
  - Kuhglocken
  - fünf Tamtams
  - baskisches Tamburin
  - kleine Militärtrommel
  - drei Bongos
  - Tabla
  - orientalischer Holzblock
  - große Trommel
  - zwei chinesische Tempelblocks
  - Metallblocks
  - Holzblocks
  - Maracas
  - Güiro
  - hängende Bambusstäbe
  - drei Metallbleche
  - Shell-Chimes (hängende Muschelschalen)
  - Vibraphon
  - Marimba
  - Röhrenglocken (fünf Spieler)
- zwei Harfen
- Klavier, elektrische Orgel
- E-Gitarre, E-Bass
- Streicher: zwölf Violinen, acht Bratschen, sechs Violoncelli, vier Kontrabässe

## Werkgeschichte
Henzes „Oratorio vulgare e militare“ Das Floß der Medusa entstand 1967/1968 im Auftrag des Norddeutschen Rundfunks Hamburg. Es handelt sich in der Beschreibung des Komponisten um „die gesungene Verlesung des Logbuchs eines auf offener See in Havarie befindlichen mit vielen Sterbenden beladenen Flosses. Die Sterbenden sind Menschen der Dritten Welt, Opfer der Herzlosigkeit von Egoisten aus der Welt der Reichen und Mächtigen.“ Das genannte „Logbuch“ war 1817 in französischer Sprache erschienen und bereits im folgenden Jahr auch auf Englisch und Deutsch – letzteres unter dem Titel Schiffbruch der Fregatte Medusa auf ihrer Fahrt nach dem Senegal im Jahr 1816; oder vollständiger Bericht von den merkwürdigen Ereignissen auf der Flöße […] von J. B. Heinrich Savigny, ehemaliger Wundarzt im Seedienst und Alexander Correard, Ingenieur-Geographe, beide Schiffbrüchige auf der Flöße. Mit einem Kupfer die Flöße vorstellend. Leipzig, 1818 Bei Paul Gotthelf Kummer.:54
Die Grundidee und das Libretto stammt von dem Dichter Ernst Schnabel. Henze zufolge benötigten Planung und Fertigstellung des Buches mehrere Jahre. Während seiner Beschäftigung mit der Komposition habe die Außenwelt in seine Arbeit hineingewirkt, so dass er „in zunehmendem Masse Nähe zu ihnen [verspürte], und es wuchsen in meinem Innern Mitgefühl, Liebe und Solidarität für die Verfolgten, zu Menschen, die leiden, die in Todesangst liegen, den Minderheiten, die ja eigentlich eine Mehrheit darstellen, den Erniedrigten und Verletzten“. Die Autoren sahen das Werk als Allegorie, „als Beschreibung eines Kampfes: eines Kampfes ums nackte Leben, aus dem später einmal kämpferischer Geist und die Entschlossenheit zur Änderung unerträglicher Verhältnisse hervorgehen sollten“.
Während der Fertigstellung des Oratoriums erfuhren die Autoren, „daß in Bolivien ein Guerillero getötet worden sei, umgebracht von einem Herrschaftssystem, dem eine Welt mit Gewissen die Fähigkeit zur Verantwortung nicht zusprechen“ dürfe (Ernst Schnabel). Obwohl die Handlung ihres Werks dem nur „äußerlich und zufällig“ entsprach,:8 widmeten sie es daraufhin „In memoriam Ernesto Guevara“. Als der NDR davon erfuhr, vereinbarte man, das Libretto ohne die politisierende Widmung im Programmheft abzudrucken.
Die Uraufführung sollte am 9. Dezember 1968 auf der Bühne der Ernst-Merck-Halle (Halle B) im Hamburger Park Planten un Blomen stattfinden und live im NDR-Radio ausgestrahlt werden. Der Komponist selbst sollte das Sinfonieorchester des NDR, den Chor des NDR, den RIAS Kammerchor und die Hamburger Knabenkantorei St. Nikolai leiten. Als Solisten waren Edda Moser (Sopran), Dietrich Fischer-Dieskau (Bariton) und Charles Regnier (Sprecher) vorgesehen. Wegen der am Dirigentenpult platzierten roten Fahne, der Widmung an Che Guevara und wegen Flugblättern des SDS kam es jedoch zu öffentlichen Tumulten. Die Uraufführung musste noch vor Beginn abgebrochen werden. Die Live-Übertragung im Radio wurde nach zwanzig Minuten beendet und ein Mitschnitt der Generalprobe gesendet.:9 In der Folge wurde Henze, dem man Vertrauensbruch vorwarf, für Jahre von den deutschen Opernhäusern, Rundfunkanstalten und Konzertveranstaltern weitgehend boykottiert.
Der Skandal bezog sich nicht direkt auf das Werk, sondern war von außen inszeniert worden. Am 2. Dezember 1968 war Henze in einem Spiegel-Artikel polemisch als „Privatier der modernen Musik“ bezeichnet worden, für den „die Revolution nur in der Widmung“ stattfinde. Sein „Floß treib[e], wie alle Henziaden, im Sog der musikalischen Konterrevolution.“ Es kam daraufhin zu Debatten über Themen wie Kunst und Markt, Ästhetik und „Bewusstseinsindustrie“. Am Abend der geplanten Uraufführung erschienen sozialistische Studenten und protestierten gegen das „bourgeoise Publikum“ und die „kapitalistische Kulturindustrie“, die wahre „revolutionäre Kunst“ verhindere. Ihre Proteste waren ausdrücklich nicht gegen Henze gerichtet, sondern gegen das „Ritual“ des Konzerts, das „für ein bourgeoises Publikum zelebriert“ werde. Man forderte Diskussionen über „neue Modelle der Musikausübung“.
Henzes eigenen Erinnerungen zufolge hatten die Protestierenden auf dem Konzertpodium zunächst ein Poster von Che Guevara angebracht, das vom Programmdirektor des Rundfunks zerrissen wurde. Andere Protestierende brachten dann stattdessen eine rote Fahne an. Obwohl er vom Justitiar des Rundfunks dazu aufgefordert wurde, sie zu entfernen, und der Chor nicht hinter einer roten Fahne singen wollte, weigerte sich Henze. Es kam zu Unruhen im Publikum. Einige aufgebrachte Personen betraten das Podium. Daraufhin marschierte eine offenbar schon bereitgehaltene Hundertschaft Polizisten von den Hintereingängen durch die Sitzreihen in den Saal. Henze selbst solidarisierte sich mit den Studenten und stimmte mit ihnen den Schlachtruf „Ho – Ho – Ho Chiminh“ an.:101f Die Situation eskalierte, und es kam zu einem Handgemenge. Mehrere Personen wurden verhaftet, unter ihnen auch der Librettist Ernst Schnabel, der Verletzungen davontrug und später wegen „Widerstand gegen die Staatsgewalt“ und „versuchte Gefangenenbefreiung“ angeklagt wurde. Es gab ein langwieriges Gerichtsverfahren, in dem ihm letztlich nichts nachgewiesen werden konnte. Schnabel beklagte sich später darüber, dass es keinen ordentlichen Freispruch gab. Die gescheiterte Uraufführung gilt als einer der „spektakulärsten Skandale der Musikgeschichte“.
Die konzertante Uraufführung fand schließlich am 29. Januar 1971 im Wiener Musikverein statt. Dort dirigierte Miltiades Caridis das ORF-Symphonieorchester und den ORF-Chor. Die Solisten waren Edda Moser (Tod), William Pearson (Bariton) und Helmut Janatsch (Sprecher).
Szenisch wurde das Werk erstmals am 15. April 1972 an den Städtischen Bühnen Nürnberg in einer Inszenierung von Wolfgang Weber aufgeführt. Das Bühnenbild stammte von Peter Heyduck, die Kostüme von Margret Kaulbach. Der Dirigent war Hans Gierster.
Weitere Aufführungen gab es 1973 in Kopenhagen (Leitung: Miltiades Caridis), 1974 in Leipzig (Leitung: Herbert Kegel), 1975 in Florenz (Leitung: Hans Gierster), 1977 in der Royal Albert Hall in London (Leitung: David Atherton), 1986 in Turin, Wien und Frankfurt/Main (Leitung: Caridis), 1991 im Londoner Barbican Centre (Leitung: Simon Joley), 1993 im Herkulessaal der Münchner Residenz (Leitung: Elgar Howarth), 1994 in der Kölner Philharmonie (Leitung: Ingo Metzmacher), 1996 im Konzerthaus Berlin (Leitung: Howarth), 1997 in Birmingham und London (Leitung: Simon Rattle), 2001 in der Hamburger Musikhalle (Leitung: Metzmacher), 2005 in Madrid (Leitung: Josep Pons), 2006 in der Berliner Philharmonie (Leitung: Rattle), 2014 im Concertgebouw Amsterdam (Leitung: Markus Stenz), 2017 im Wiener Konzerthaus (Leitung: Cornelius Meister), 2017 im Konzerthaus Freiburg und in der Hamburger Elbphilharmonie (Leitung: Péter Eötvös), 2018 in De Nationale Opera Amsterdam (Leitung: Metzmacher) und in der Bochumer Jahrhunderthalle (Leitung: Steven Sloane), 2019 in Jekaterinburg (Leitung: Dmitry Liss) sowie 2023 durch die Komische Oper Berlin im Hangar 1 des Flughafens Berlin-Tempelhof (Leitung: Titus Engel). Im Rahmen der Salzburger Festspiele wurde das Werk 2025 unter der Leitung von Ingo Metzmacher aufgeführt.
1990 überarbeitete Henze den Schluss des Oratoriums. Darin entschärfte er den von der Pauke angestimmten „Ho – Ho – Ho Chi-minh“-Ruf durch einen angefügten neuen instrumentalen Hymnus.:9,12
Eine englische Übersetzung des Librettos stammt von Desmond Clayton.

## Aufnahmen
- 1968 – Hans Werner Henze (Dirigent), Symphonie-Orchester des NDR Hamburg, Chor des NDR Hamburg.
 Edda Moser (Tod), Dietrich Fischer-Dieskau (Bariton), Charles Regnier (Sprecher).
 Studio-Aufnahme; Besetzung der Uraufführung vom 9. Dezember 1968.
 DGG 2 LP 2 CD.[16]:7013
- 29. Mai 1994 – Ingo Metzmacher (Dirigent), Gürzenich-Orchester der Stadt Köln, Kölner Philharmoniker, Chor des WDR Köln.
 Lucy Shelton (Tod), Robert Borg (Jean-Charles), Franz Mazura (Charon).
 Live, konzertant aus Köln, mit dem revidierten Schluss von 1990 und veränderter Reihenfolge der Schlussstücke.[16]:7014
- 15. September 1996 – Elgar Howarth (Dirigent), Rundfunk-Sinfonieorchester Berlin, Rundfunkchor Berlin, Rundfunk-Kinderchor Berlin.
 Lucy Shelton (Tod), Roman Trekel (Jean-Charles), Jörg Gudzuhn (Charon).
 Live, konzertant aus dem Berliner Konzerthaus.[16]:7015
- 17. November 2017 – Péter Eötvös (Dirigent), SWR Symphonieorchester, WDR Rundfunkchor Köln, SWR Vokalensemble Stuttgart, Freiburger Domsingknaben.
 Camilla Nylund (Tod), Peter Schöne (Jean-Charles), Peter Stein (Charon).
 Live aus der Hamburger Elbphilharmonie.
 Radiosendung am 26. November 2017 auf SWR2.[17]
- 26. März 2018 – Ingo Metzmacher (Dirigent), Romeo Castellucci (Inszenierung), Julien Condemine (Regie), Netherlands Philharmonic Orchestra, Cappella Amsterdam, Chor der DNO, Nieuw Amsterdams Kinderkoor.
 Lenneke Ruiten (Tod), Bo Skovhus (Jean-Charles), Dale Duesing (Charon).
 Video; live aus De Nationale Opera Amsterdam.
 Internetstream auf Arte Concert.[18]

## Ausgaben
- Ernst Schnabel: Das Floß der Medusa. Text zum Oratorium von Hans Werner Henze. Zum Untergang einer Uraufführung. Piper, München 1969.
- Hans Werner Henze: Das Floß der Medusa: oratorio vulgare e militare in due parti; Text von Ernst Schnabel. Studien-Partitur, Schott, Mainz 1970.